# Epszilon Eridani
Az Epszilon Eridani (ε Eridani) az Eridánusz csillagkép egyik csillaga, a szabad szemmel is látható csillagok közül a harmadik legközelebbi, mely körül eddig legalább két exobolygót és két kisbolygóövet találtak. A csillaghoz közelebbi bolygó másfélszeres Jupiter-tömegű óriás, 3,5 Csillagászati Egységre kering a csillagtól. Egy másik, kisebb tömegű bolygó távolsága a csillagrendszerben bizonytalan, a két kisbolygóöv közé teszik, körülbelül 40 Csillagászati Egységnyire az Epszilon Eridanitól.
Mivel a K2 színképosztályú csillag a Naphoz hasonló, fősorozati csillagok közül is az egyik legközelebbi, ezért (a τ Cetivel együtt) már a legelső SETI-kutatásoknak is célpontja volt. A mai ismereteink szerint túl fiatal ahhoz, hogy kialakuljon rajta az élet, bár fémtartalma magas. (Ez is a bolygórendszer létét erősítő tényező ) Színe a Napénál alacsonyabb hőmérséklete miatt sötétebb, vöröses - narancssárgás. Luminozitása 28%-a a Napénak.